# Trattato di Anversa
Il trattato di Anversa fu un armistizio firmato ad Anversa il 9 aprile 1609 tra Spagna e Repubblica delle Sette Province Unite che interruppe la guerra degli ottant'anni. Le ostilità ripresero dopo la cosiddetta tregua dei dodici anni

## Il trattato
Nel febbraio 1608 i negoziatori olandesi inviarono alle controparti spagnole tre differenti proposte concernenti il commercio con le Indie orientali.
La prima proposta suggeriva che la conclusione della pace in Europa si basasse sulla libertà di commercio con tutti i territori che non fossero controllati dall'Impero spagnolo.
La seconda proponeva una tregua durante la quale, per un certo periodo di anni, si sarebbe garantita libertà di commercio.
La terza sosteneva, invece, che i commerci d'oltremare venissero condotti assumendosi le eventuali responsabilità legate ai rischi che essi comportavano.
Gli spagnoli optarono per la seconda proposta. Ai Paesi Bassi venne concesso il diritto di commerciare senza ostacoli sia nei territori non controllati dall'Impero spagnolo (ma col permesso dei nativi) sia con le colonie spagnole, a condizione di ottenere una licenza dal re di Spagna.
Grazie ad un protocollo aggiuntivo, redatto da inviati francesi e inglesi, gli olandesi si riservarono comunque il diritto di concludere accordi con i nativi senza che ciò potesse essere considerata una violazione dell'armistizio.